# Linda Vista, Magdalena Jaltepec
Linda Vista är en ort i Mexiko.   Den ligger i kommunen Magdalena Jaltepec och delstaten Oaxaca, i den sydöstra delen av landet, 300 km sydost om huvudstaden Mexico City. Linda Vista ligger 2 201 meter över havet och antalet invånare är 137.
Terrängen runt Linda Vista är huvudsakligen kuperad, men åt nordväst är den platt. Linda Vista ligger uppe på en höjd. Runt Linda Vista är det glesbefolkat, med 20 invånare per kvadratkilometer. Närmaste större samhälle är Asunción Nochixtlán, 15,6 km norr om Linda Vista. I omgivningarna runt Linda Vista växer huvudsakligen savannskog.